# ハンス・ダンマース
ハンス・ダンマース(独:Hans Dammers、1913年12月8日 - 1944年3月17日)は、ドイツの空軍軍人。第二次世界大戦では連合国軍機を113機撃墜したエース・パイロットとして知られる。
彼は空中戦だけではなく地上攻撃にも長けており、合計でトラック34台、装甲車1台、対空砲3門などを破壊した。
これらの功績により、騎士鉄十字章を受章している。

## 経歴
ダンマースは1913年12月8日にドイツ・メールス郊外のシェールペンベルグに生まれた。ドイツ空軍に入隊した彼は、1941年6月のバルバロッサ作戦勃発後、第52戦闘航空団(JG52)の一員として48機を撃墜している。最初の撃墜は1942年5月13日のソ連の戦闘機MiG-1であり、次いで28日にソ連の爆撃機Pe-2を落としている。7月17日、ダンマースはメッサーシュミット Bf109 G-2(Werknummer 13435—製造番号)に搭乗し、編隊を組んでいたクルト・ケセル伍長とともにソ連の戦闘機Yak-1を急襲した。しかしそのYak-1に搭乗していたのは、後にソ連2番目の撃墜数を誇ることになるアレクサンドル・ポクルィシュキン中尉であった。ポクルィシュキンは2機を撃墜、ケセルは死亡したものの、ダンマースはパラシュートでの脱出に成功している。
1942年7月28日、2機のソ連の戦闘機LaGG-3を撃墜し、再び戦果を上げ始めた。8月23日、彼は計57機の撃墜により騎士鉄十字章を受章した。
1944年3月13日、ダンマースが搭乗していたメッサーシュミット Bf109 G-6(Werknummer 20162、イエローナイン)がソ連の戦闘機La-5によって撃墜された。彼はパラシュートでの脱出を図ったものの、パラシュートが機体の翼に引っかかり怪我を負った。そして、3月17日、彼はイヴァーノ＝フランキーウシクの病院で死亡した。死後少尉へ昇進。

## 叙勲
- 空軍名誉杯 (1942年6月29日)[1]
- 鉄十字章
  - 二級鉄十字勲章1939年章
  - 一級鉄十字勲章1939年章
- ドイツ十字章
  - ドイツ十字章金章 (1942年7月10日)[4][注釈 1]
- 騎士鉄十字章 (1942年8月23日)[5][注釈 2]